# San Filippo Neri (Ragusa)
A San Filippo Neri (azaz Néri Szent Fülöp) egy ragusai templom.

## Története
A templomot 1636-ban építtette nem sokkal Néri Szent Fülöp szentté avatása (1622) után, a róla elnevezett szerzetesrend. Megépítéséhez jelentős támogatást nyújtott Ragusa egyik legelőkelőbb nemesi családja, a Schininà. Az 1693-as pusztító erejű földrengést átvészelte. 1738-1740 között kibővítették. Ekkor kerültek a helyükre a templomot jellemző hatalmas ablakok, valamint ekkor épült meg az eredetileg fából készült helyett a kőboltozat. A barokk stílusban átépített főhomlokzatot korinthoszi oszlopok díszítik, az ajtókeretet pedig virágmotívumokat ábrázoló dombormű díszíti. Az egyhajós templomhoz egyetlen kápolna csatlakozik, amelynek fő látnivalója egy 17. századi Szűz Mária-festmény. A templom főoltára festett márvány-utánzat.